# Magnoliidae
Magnoliidae, podrazred u razredu Magnoliopsida kod Cronquista i Tahtadžjana.

## Cronquistov sustav
- A. razred Magnoliopsida Brongn.
  - J Podrazred Magnoliidae Takht., 1966
    - J1 Red Aristolochiales Lindl., 1833
      - Porodica Aristolochiaceae Juss., 1789
        - Rod Asarum L.
        - Rod Aristolochia L.
        - Rod Saruma Oliv.
        - Rod Hexastylis Raf.

    - J2 Red Illiciales Hu, 1950
      - Porodica Illiciaceae A. C. Smith, 1947
        - Rod Illicium L.

      - Porodica Schisandraceae Blume, 1830
        - Rod Schisandra Michx.
        - Rod Kadsura Juss.

    - J3 Red Laurales Lindl., 1833
      - Porodica Amborellaceae Pichon, 1948
        - Rod Amborella Baill.

      - Porodica Calycanthaceae Lindl., 1819
        - Rod Chimonanthus Lindl.
        - Rod Calycanthus L.
        - Rod Sinocalycanthus (W.C.Cheng & S.Y.Chang) W.C.Cheng & S.Y.Chang

      - Porodica Gomortegaceae Reiche, 1896
        - Rod Gomortega Ruiz & Pav.

      - Porodica Hernandiaceae Blume, 1826
        - Rod Illigera Blume
        - Rod Sparattanthelium Mart.
        - Rod Hernandia L.
        - Rod Gyrocarpus Jacq.

      - Porodica Idiospermaceae S. T. Blake, 1972
        - Rod Idiospermum S.T.Blake

      - Porodica Lauraceae Juss., 1789
        - Rod Dicypellium Nees & Mart.
        - Rod Beilschmiedia Nees
        - Rod Cinnamomum Schaeff.
        - Rod Cryptocarya R.Br.
        - Rod Cassytha Mill., 1768
        - Rod Sassafras Nees
        - Rod Laurus L.
        - Rod Phyllostemonodaphne Kosterm.
        - Rod Litsea Lam.
        - Rod Umbellularia (Nees) Nutt.
        - Rod Persea Mill.
        - Rod Potameia Thouars
        - Rod Ocotea Aubl.
        - Rod Micropora Hook.f.
        - Rod Mezilaurus Kuntze ex Taub.
        - Rod Hypodaphnis Stapf

      - Porodica Monimiaceae Juss., 1809
        - Rod Xymalos Baill.
        - Rod Hedycarya J.R.Forst. & G.Forst.
        - Rod Wilkiea F.Muell.
        - Rod Steganthera Perkins
        - Rod Hennecartia Poiss.
        - Rod Siparuna Aubl.
        - Rod Mollinedia Ruiz & Pav.
        - Rod Monimia Thouars
        - Rod Palmeria F.Muell.
        - Rod Tambourissa Sonn.
        - Rod Kibara Endl.
        - Rod Hortonia Wight
        - Rod Peumus Molina

      - Porodica Trimeniaceae Gibbs, 1917
        - Rod Trimenia Seem.
        - Rod Piptocalyx Oliv. ex Benth.

    - J4 Red Magnoliales Bromhead, 1838
      - Porodica Annonaceae Juss., 1789
        - Rod Anaxagorea A.St.-Hil.
        - Rod Annona L.
        - Rod Isolona Engl.
        - Rod Guatteria Ruiz & Pav.
        - Rod Xylopia L.
        - Rod Asimina Adans.
        - Rod Uvaria L.
        - Rod Monodora Dunal
        - Rod Polyalthia Blume

      - Porodica Austrobaileyaceae Croizat, 1943
        - Rod Austrobaileya C.T.White

      - Porodica Canellaceae Martius, 1832
        - Rod Cinnamodendron Endl.
        - Rod Cinnamosma Baill.
        - Rod Canella P.Browne
        - Rod Warburgia Engl.
        - Rod Capsicodendron Hoehne
        - Rod Pleodendron Tiegh.

      - Porodica Degeneriaceae I. W. Bailey & A. C. Smith, 1942
        - Rod Degeneria I.W.Bailey & A.C.Sm.

      - Porodica Eupomatiaceae Endl., 1841
        - Rod Eupomatia R.Br.

      - Porodica Himantandraceae Diels, 1917
        - Rod Galbulimima F.M.Bailey

      - Porodica Lactoridaceae Engl., 1888
        - Rod Lactoris Phil.

      - Porodica Magnoliaceae Juss., 1789
        - Rod Magnolia L.
        - Rod Liriodendron L.
        - Rod Michelia L.
        - Rod Kmeria (Pierre) Dandy
        - Rod Talauma Juss.

      - Porodica Myristacaceae R. Br., 1810
        - Rod Virola Aubl.
        - Rod Brochoneura Warb.
        - Rod Knema Lour.
        - Rod Myristica Gronov.
        - Rod Horsfieldia Willd.

      - Porodica Winteraceae Lindl., 1830
        - Rod Drimys J.R.Forst. & G.Forst.
        - Rod Zygogynum Baill.
        - Rod Belliolum Tiegh.
        - Rod Tasmannia DC.
        - Rod Pseudowintera Dandy
        - Rod Bubbia Tiegh.
        - Rod Tetrathalamus Lauterb.
        - Rod Takhtajania Baranova & J.-F.Leroy
        - Rod Exospermum Tiegh.

    - J5 Red Nymphaeales J. H. Schaffner, 1929
      - Porodica Barclayaceae Kozo-Poljansky, 1922
        - Rod Barclaya Wall.

      - Porodica Cabombaceae A. Rich., 1828
        - Rod Brasenia Schreb.
        - Rod Cabomba Aubl.

      - Porodica Ceratophyllaceae S. F. Gray, 1821
        - Rod Ceratophyllum L.

      - Porodica Nelumbonaceae Dumort., 1828
        - Rod Nelumbo Adans.

      - Porodica Nymphaeaceae Salisbury, 1805
        - Rod Euryale Salisb.
        - Rod Victoria Lindl.
        - Rod Ondinea Hartog
        - Rod Nymphaea L.
        - Rod Nuphar Sm.

    - J6 Red Papaverales A. L. de Jussieu, 1789
      - Porodica Fumariaceae DC., 1821
        - Rod Corydalis DC.
        - Rod Dicentra Borkh. ex Bernh.
        - Rod Fumaria L.
        - Rod Hypecoum L.
        - Rod Pteridophyllum Siebold & Zucc.

      - Porodica Papaveraceae Juss., 1789
        - Rod Chelidonium L.
        - Rod Eschscholzia Cham.
        - Rod Dendromecon Benth.
        - Rod Meconella Nutt.
        - Rod Papaver L.
        - Rod Platystemon Benth.
        - Rod Macleaya R.Br.

    - J7 Red Piperales Lindl., 1833
      - Porodica Chloranthaceae R. Br. ex Lindley, 1821
        - Rod Ascarina J.R.Forst. & G.Forst.
        - Rod Hedyosmum Sw.
        - Rod Chloranthus Sw.
        - Rod Sarcandra Gardner
        - Rod Ascarinopsis Humbert & Capuron

      - Porodica Piperaceae C. A. Agardh, 1825
        - Rod Piper L.
        - Rod Peperomia Ruiz & Pav.

      - Porodica Saururaceae E. Meyer, 1827
        - Rod Anemopsis Hook. & Arn.
        - Rod Gymnotheca C.Presl
        - Rod Circaeocarpus C.Y.Wu
        - Rod Saururus L.
        - Rod Houttuynia Thunb.

    - J8 Red Ranunculales Lindl., 1833
      - Porodica Berberidaceae Juss., 1789
        - Rod Achlys DC.
        - Rod Berberis L.
        - Rod Diphylleia Michx.
        - Rod Podophyllum L.
        - Rod Mahonia Nutt.
        - Rod Leontice L.
        - Rod Nandina Thunb.

      - Porodica Circaeasteraceae Hutch., 1926
        - Rod Circaeaster Maxim.
        - Rod Kingdonia Balf.f. & W.W.Sm.

      - Porodica Coriariaceae DC., 1824
        - Rod Coriaria L.

      - Porodica Lardizabalaceae Decaisne, 1838
        - Rod Decaisnea Hook.f. & Thomson
        - Rod Akebia Decne.
        - Rod Boquila Decne.
        - Rod Stauntonia DC.
        - Rod Holboellia Wall.
        - Rod Lardizabala Ruiz & Pav.

      - Porodica Menispermaceae Juss., 1789
        - Rod Cyclea Arn. ex Wight
        - Rod Abuta Aubl.
        - Rod Disciphania Eichler
        - Rod Cissampelos L.
        - Rod Cocculus DC.
        - Rod Syntriandrum Engl., 1899
        - Rod Menispermum L.
        - Rod Tiliacora Colebr.
        - Rod Stephania Lour.
        - Rod Tinospora Miers

      - Porodica Ranunculaceae Juss., 1789
        - Rod Clematis L.
        - Rod Glaucidium Siebold & Zucc.
        - Rod Consolida Gray
        - Rod Eranthis Salisb.
        - Rod Delphinium L.
        - Rod Ranunculus L.
        - Rod Adonis L.
        - Rod Anemone L.
        - Rod Xanthorhiza Marshall
        - Rod Aquilegia L.
        - Rod Helleborus L.
        - Rod Thalictrum L.
        - Rod Nigella L.
        - Rod Hydrastis L.

      - Porodica Sabiaceae Blume, 1851
        - Rod Meliosma Blume
        - Rod Sabia Colebr.
        - Rod Ophiocaryon Endl.

      - Porodica Sargentodoxaceae Stapf ex Hutchinson, 1926
        - Rod Sargentodoxa Rehder & E.H.Wilson

## Tahtadžjanov sustav
- A. razred Magnoliopsida Brongn.
  - Podrazred Magnoliidae
    - Nadred Magnolianae
      - Red Magnoliales
        - Porodica Degeneriaceae
        - Porodica Himantandraceae
        - Porodica Magnoliaceae

      - Red Winterales
        - Porodica Winteraceae

      - Red Canellales
        - Porodica Canellaceae

      - Red Illiciales
        - Porodica Illiciaceae
        - Porodica Schisandraceae

      - Red Austrobaileyales
        - Porodica Austrobaileyaceae

      - Red Eupomatiales
        - Porodica Eupomatiaceae

      - Red Annonales
        - Porodica Annonaceae

      - Red Myristicales
        - Porodica Myristicaceae

      - Red Aristolochiales
        - Porodica Aristolochiaceae

    - Nadred Lactoridanae
      - Red Lactoridales
        - Porodica Lactoridaceae

    - Nadred Piperanae
      - Red Piperales
        - Porodica Saururaceae
        - Porodica Piperaceae
        - Porodica Peperomiaceae

    - Nadred Lauranae
      - Red Laurales
        - Porodica Amborellaceae
        - Porodica Trimeniaceae
        - Porodica Monimiaceae
        - Porodica Gomortegaceae
        - Porodica Hernandiaceae
        - Porodica Lauraceae

      - Red Calycanthales
        - Porodica Calycanthaceae
        - Porodica Idiospermaceae

      - Red Chloranthales
        - Porodica Chloranthaceae

    - Nadred Rafflesianae
      - Red Hydnorales
        - Porodica Hydnoraceae

      - Red Rafflesiales
        - Porodica Apodanthaceae
        - Porodica Mitrastemonaceae
        - Porodica Rafflesiaceae
        - Porodica Cytinaceae

    - Nadred Balanophoranae
      - Red Cynomoriales
        - Porodica Cynomoriaceae

      - Red Balanophorales
        - Porodica Mystropetalaceae
        - Porodica Dactylanthaceae
        - Porodica Lophophytaceae
        - Porodica Sarcophytaceae
        - Porodica Scybaliaceae
        - Porodica Heloseaceae
        - Porodica Langsdorffiaceae
        - Porodica Balanophoraceae